# Албрехт VI фон дер Шуленбург
Албрехт VI фон дер Шуленбург (на немски: Albrecht VI von der Schulenburg; * 1557; † 1607) е граф от род фон дер Шуленбург (от Бялата линия).

## Произход
Той е син на граф Кристоф V фон дер Шуленбург (1513 – 1580) и първата му съпруга Анна фон Есторф (ок. 1537 – 1578), дъщеря на Ото фон Есторф (1500 – 1558) и Анна фон Шак (1508 – 1565). Внук е на граф Албрехт III фон дер Шуленбург Белия († 1540) и Агата фон Бюлов († 1541). Баща му се жени втори път (1555) за Илза фон дер Кнезебек.

## Фамилия
Албрехт VI фон дер Шуленбург се жени за графиня Олека фон Залдерн († 1622), дъщеря на Хайнрих фон Залдерн (1532 – 1588) и Маргарета фон Велтхайм († сл. 1599), дъщеря на Левин „Дългия“ фон Велтхайм. Те имат 13 деца:
- Кристоф (1588 – 1593)
- Хайнрих X (1589 – 1637), женен за Метта Доротея фон дер Кнезебек
- Фридрих (1591 – 1613)
- Буркхард (1593 – 1596)
- Якоб († 1594)
- Албрехт X (1595 – 1626)
- Анна Олеке (1597 – 1622)
- Маргарета († 1599)
- Георг XIII (1600 – 1641), женен за Маргарета фон дер Шуленбург (1610 – 1670), дъщеря на граф Ведиге Виганд фон дер Шуленбург и Маргарета фон Хале († 1612)
- Ахац III (* 29 септември 1602 в Хелен; † 6 януари 1661 в Хелен), женен I. за Доротея Елизабет фон Бюлов (1612 – 1647), II. 1649 г. за Амалия Хелена фон Аделебзен (1604 – 1680)
- Агнес († сл. 1622), омъжена за Парум фон Охаймб
- Елизабет († 1606)
- Албрехт Йоахим (1607 – 1628)